# Ümran Bozbıyık
Ümran Bozbıyık (Arnhem, 28 augustus 1986) is een Nederlands voetballer van Turkse afkomst die als aanvaller voor AGOVV Apeldoorn speelde.

## Carrière
Ümran Bozbıyık speelde in de jeugd van de Arnhemse Boys en Vitesse. In 2005 vertrok hij transfervrij naar AGOVV Apeldoorn, waar hij op 28 oktober 2005 zijn debuut in het betaald voetbal maakte in de met 2-1 verloren uitwedstrijd tegen Excelsior. Hij kwam in de 78e minuut in het veld en scoorde in de 90e minuut de 2-1, zijn enige doelpunt voor AGOVV. Hierna speelde hij nog vier wedstrijden voor AGOVV. Nadat zijn contract na een seizoen afliep vertrok hij naar de amateurs van SV Babberich, maar keerde na een seizoen terug in het betaald voetbal bij het beloftenteam van N.E.C./TOP Oss. Hij vertrok hierna naar De Treffers. Hierna speelde hij nog voor de amateurclubs SV Hönnepel-Niedermörmter, VV Erica '76, Dijkse Boys, VV Elsweide, ESCA en MASV. In januari 2011 kwam hij in opspraak nadat hij eind 2010 tweemaal met de Eerbeekse amateurclub Anadolu '90 mee speelde terwijl hij niet speelgerechtigd was. Hij kreeg een rode kaart en het kwam uit dat hij onder een valse naam meedeed. Bozbıyık werd tien duels geschorst, de club kreeg 8 punten in mindering en een boete. Anadolu '90 trok het team terug uit de competitie.

### Statistieken
| Seizoen                   | Club            | Land           | Competitie     | Competitie | Competitie | Beker | Beker | Totaal | Totaal |
| Seizoen                   | Club            | Land           | Competitie     | Wed.       | Dlp.       | Wed.  | Dlp.  | Wed.   | Dlp.   |
| ------------------------- | --------------- | -------------- | -------------- | ---------- | ---------- | ----- | ----- | ------ | ------ |
| 2005/06                   | AGOVV Apeldoorn | Nederland      | Eerste divisie | 5          | 1          | 0     | 0     | 5      | 1      |
| 2007/08                   | TOP Oss         | Nederland      | Eerste divisie | 0          | 0          | 0     | 0     | 0      | 0      |
| Carrièretotaal            | Carrièretotaal  | Carrièretotaal | Carrièretotaal | 5          | 1          | 0     | 0     | 5      | 1      |
| Bijgewerkt op 31 mei 2020 |                 |                |                |            |            |       |       |        |        |